# El Cristo (Panama, Chiriqui)
Pour les articles homonymes, voir El Cristo.
El Cristo est un corregimiento situé dans le district de Tolé, province de Chiriquí, au Panama. En 2010, la localité comptait 1 550 habitants.